# مرکز خرید

نمایی از ایران مال بزرگترین مرکز خرید جهان

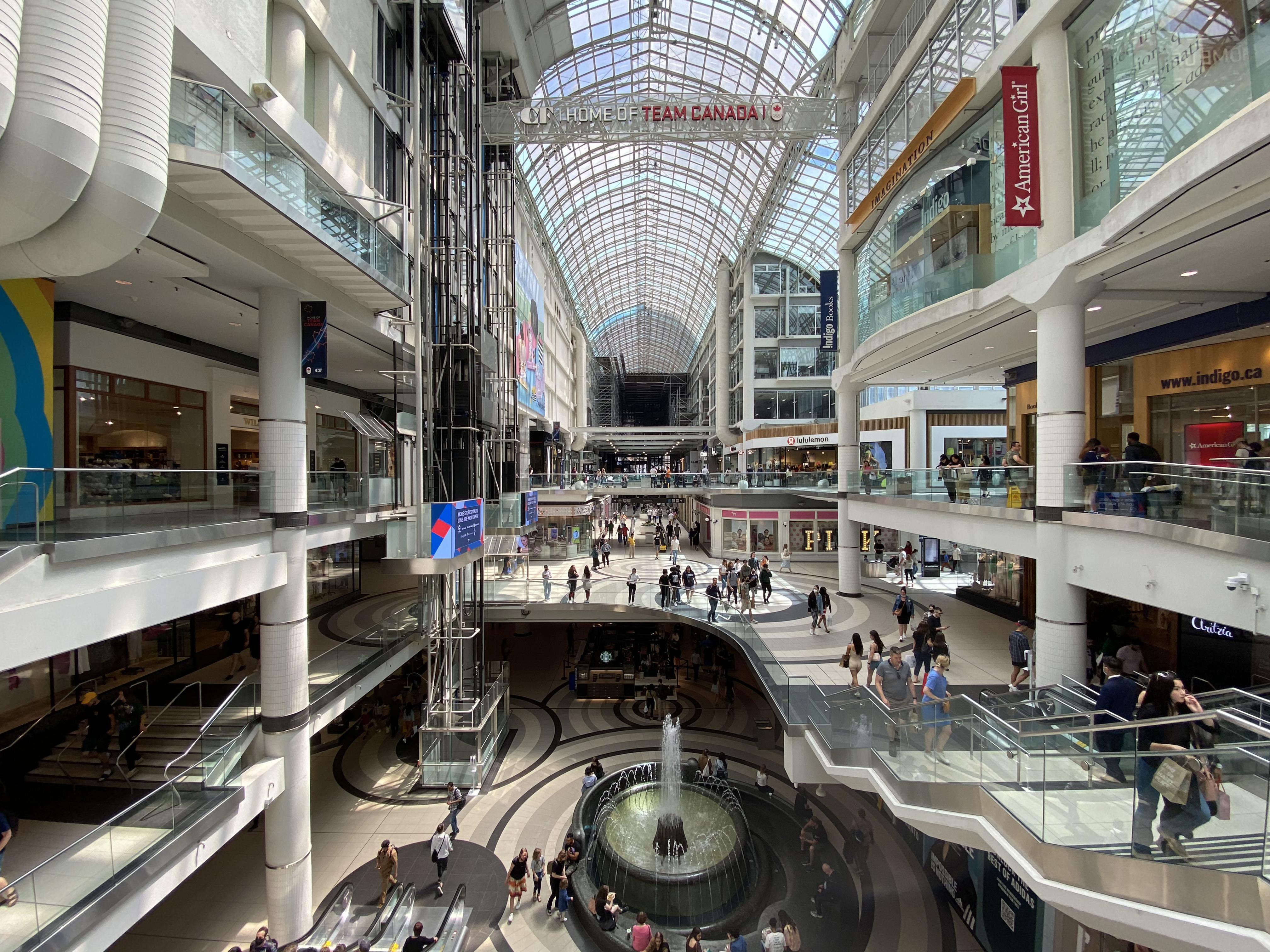
نمایی داخلی از مرکز تجاری تورنتو ایتون سنتر در کانادا

مرکز خرید یا مجتمع تجاری (به انگلیسی: Shopping center) که به آن پاساژ نیز گفته می‌شود، در درون یک ساختمان یا مجموعه‌ای از ساختمان‌ها قرار دارند؛ که شامل فروشگاه‌ های گوناگون هستند و با راهروهای مرتبط با هم باعث آسانی دیدار مشتریان از فروشگاه‌ها می‌شوند. راهروهای یک پاساژ می‌تواند بن‌بست یا مرتبط با راهروهای دیگر باشد. پاساژهای امروزی معمولاً چندطبقه بوده و راهروها در طبقات گوناگون بر روی هم قرار گرفته‌اند.
در گذشته بازار، مرکز بازرگانی و تجارت بود اما امروزه مراکز خرید بزرگ درحال جایگزین شدن‌ با آن هستند. فضای غیرطبقاتی، غیرتمایز یافته و حضور مشتریان و فروشندگان مرد از ویژگی‌های بازارها می‌باشد و بیشتر مشتریانی که قصد خرید دارند به بازار مراجعه می‌کنند، ولی مراکز خرید بزرگ امروزی طراحی فضای طبقاتی با نورپردازی و معماری زنانه دیده می‌شود و تمرکز بر حضور مشتریان و فروشندگان زن است و غالباً در حاشیه شهرها ساخته می‌شوند و سعی بر برآورده شدن نیازهای تفریحی و سرگرمی مشتری است تا از طریق آن مراجعه مشتریان به مرکز خرید بیشتر شده و باعث بالا رفتن فروش شود. همچنین مراکز خرید بزرگ عموماً در حاشیه شهرها ساخته می‌شوند.

## دسته‌بندی
- بازار بزرگ
- مرکز خرید محلی [en]
- مرکز خرید عظیم [en]
- مرکز فروش مستقیم یا مرکز خرید بی‌واسطه [en]
- Strip mall
- Retail park
- Lifestyle center
- Festival marketplace
- Pedestrian malls in the United States

## نگارخانه

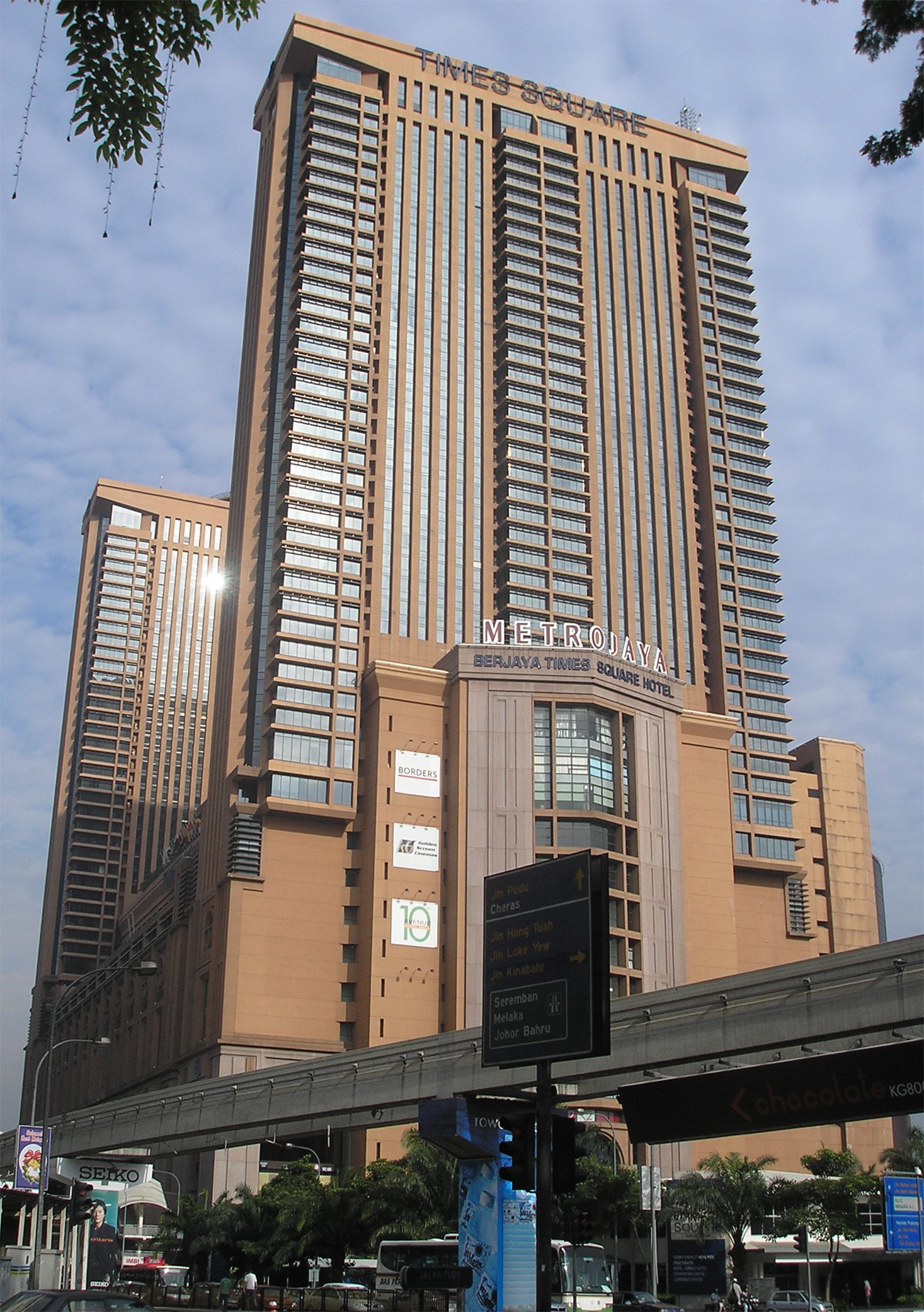
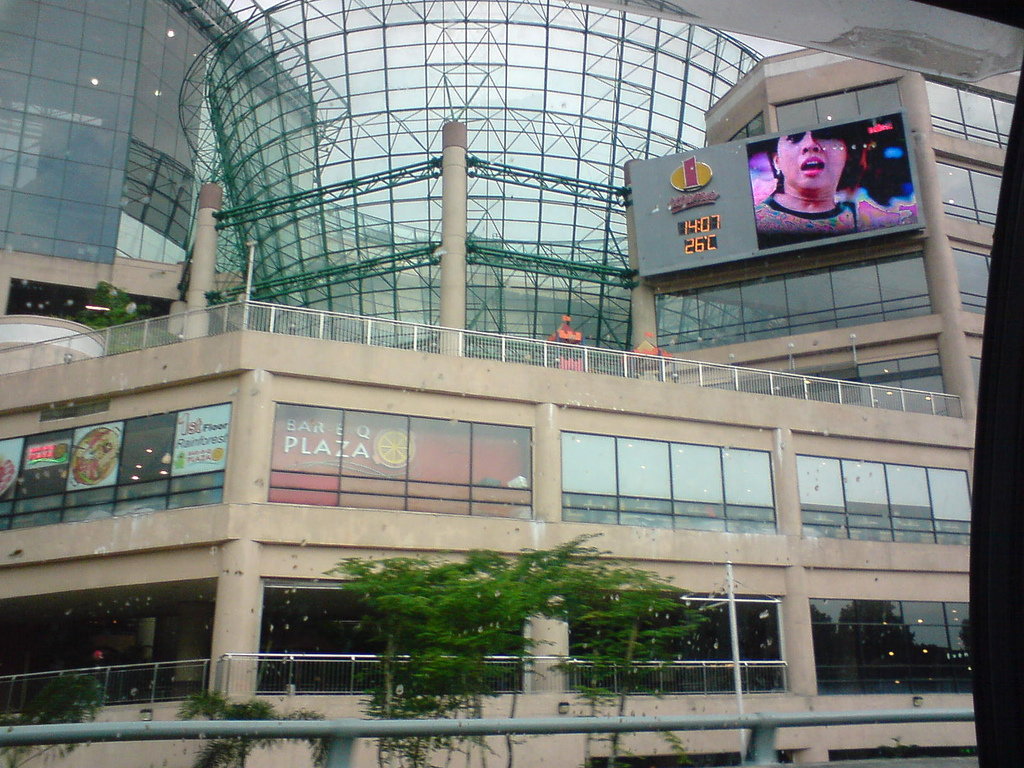
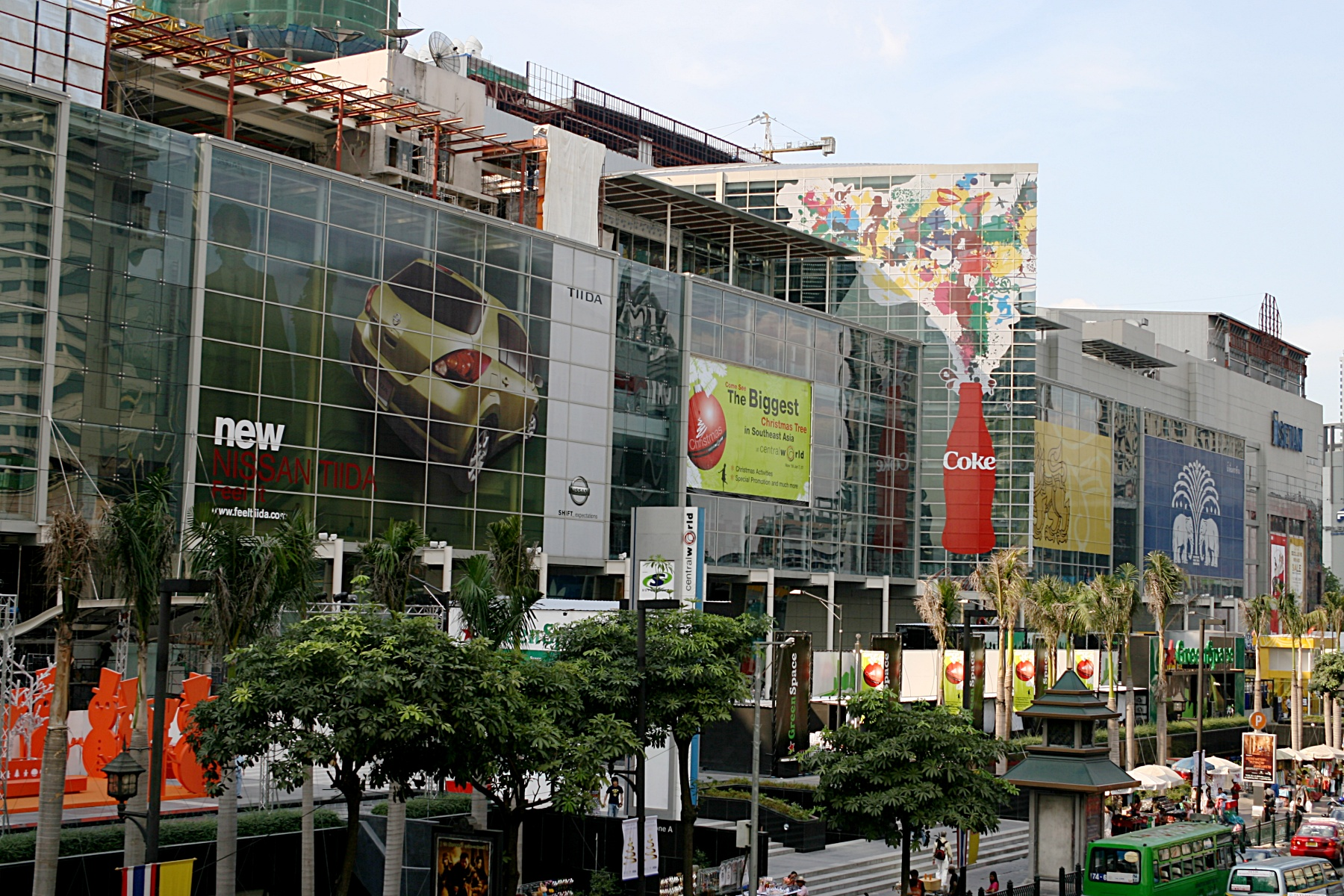
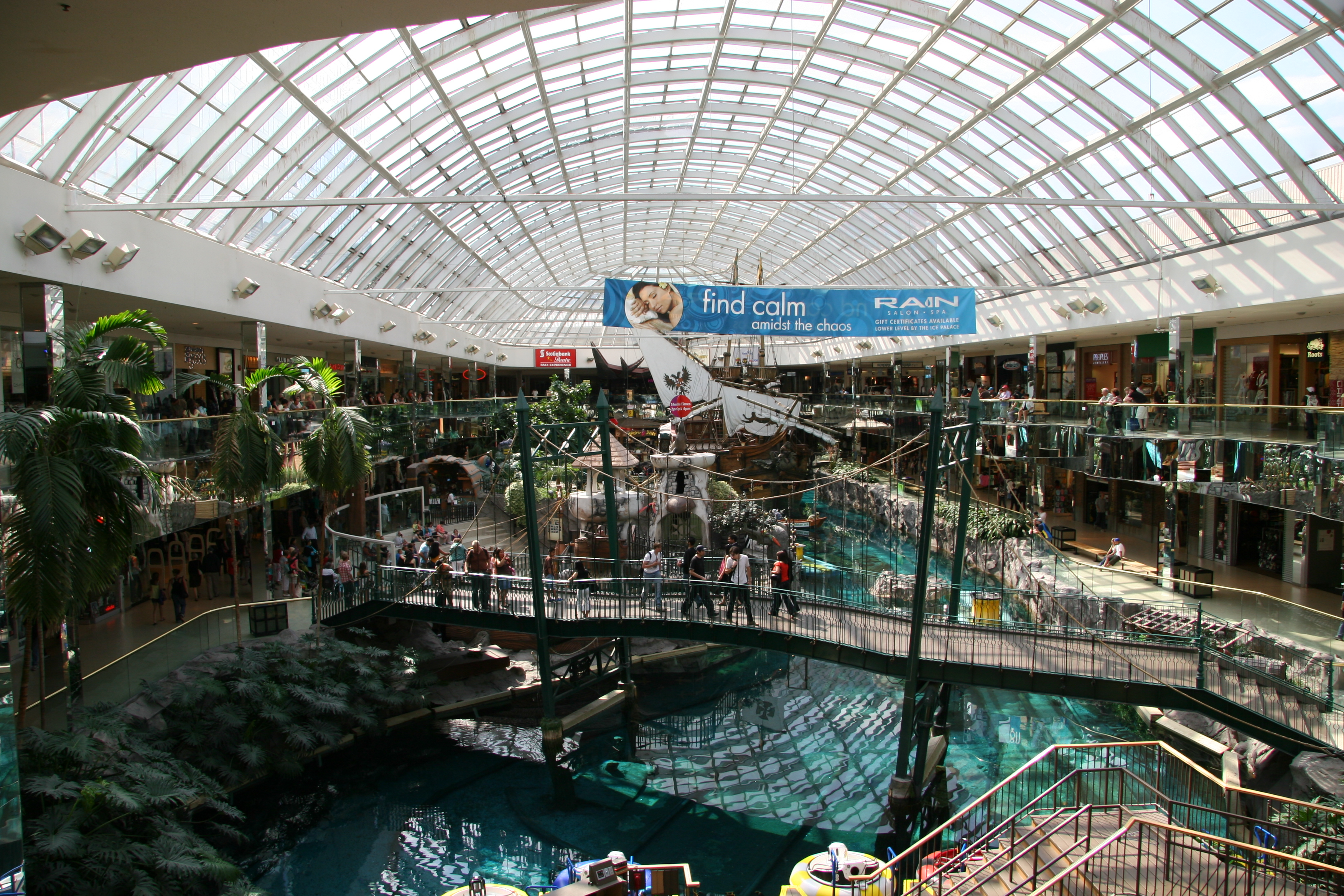
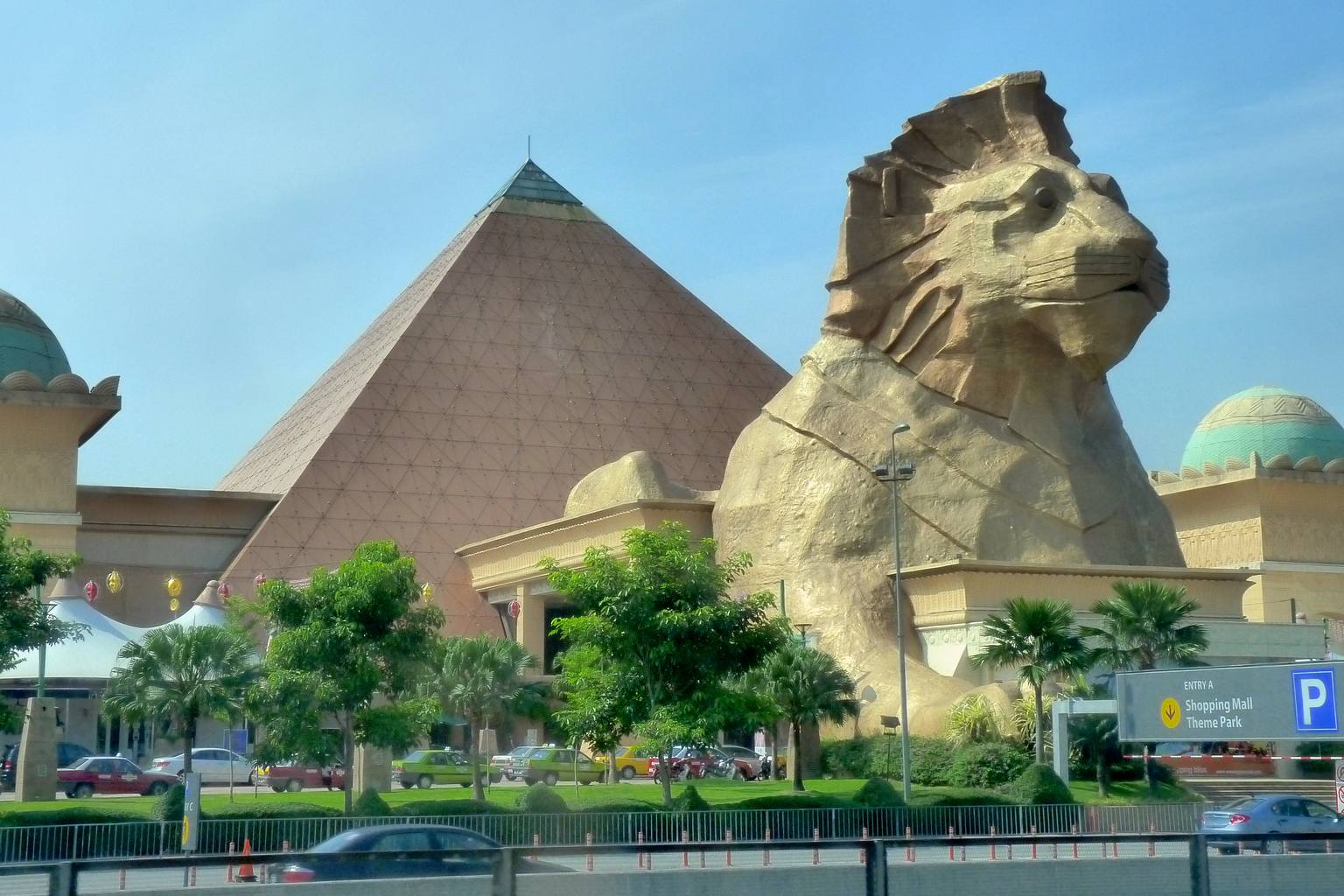
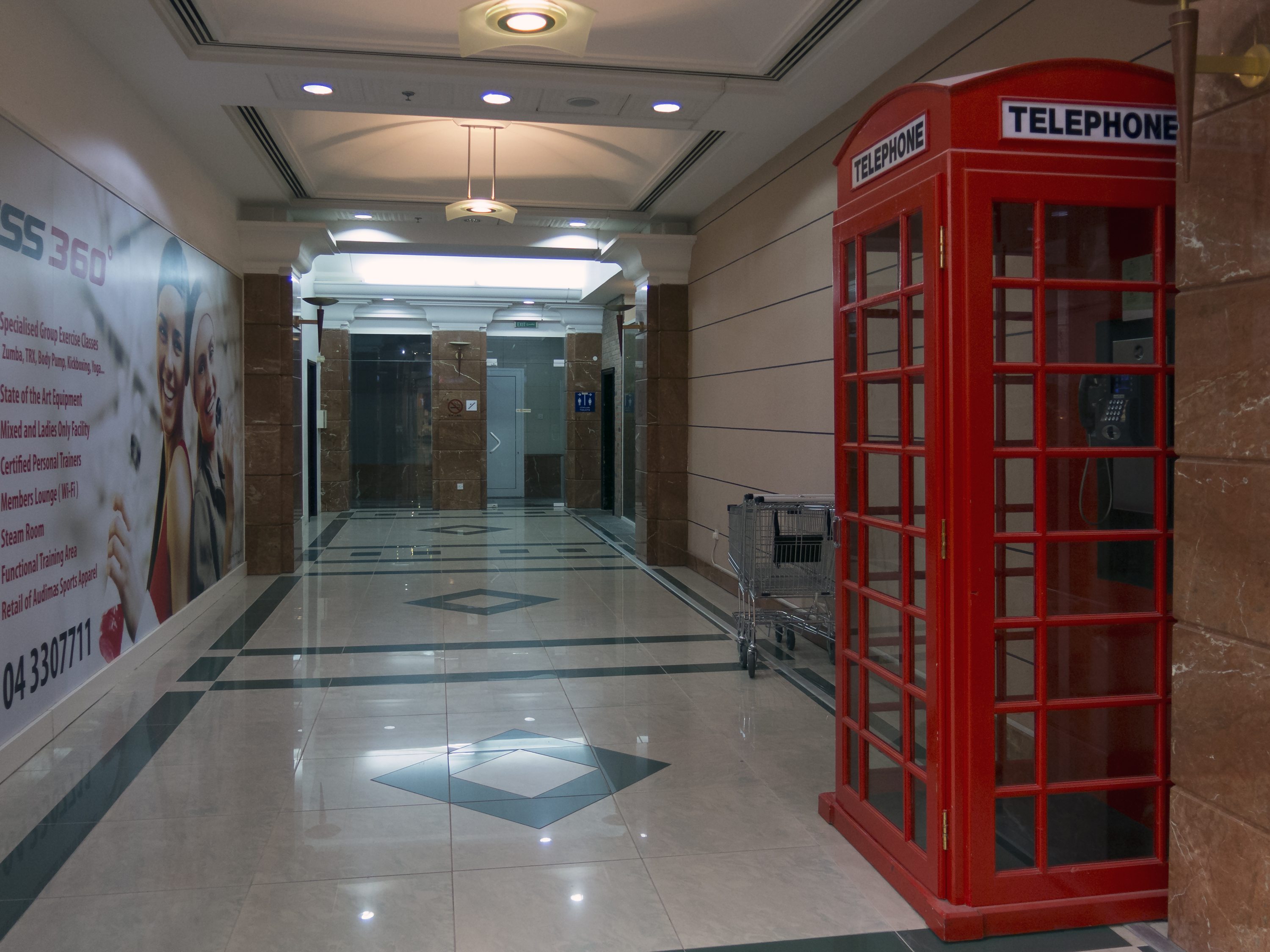